# Gächlingen
Gächlingen es una comuna suiza del cantón de Schaffhausen. Limita al norte con la comuna de Schleitheim, al este con Siblingen, al sur con Neunkirch, y al oeste Oberhallau.